# Добросъвестност
Във философията и правото, добросъвестността или добронамереността (на латински: bona fides) отразяват искрените и честни намерения или вярвания на всеки човек, независимо от това какъв е резултатът от последвалите му действия. С противоположно значение са термините недобросъвестност, недобронамереност, коварство, умисъл.

## Добросъвестността в правото

### САЩ
В САЩ, правното понятие за Неявна клауза за добросъвестност и честност при договарянето (на английски: implied covenant of good faith and fair dealing) се появява в средата на 19 век. През 1933, по делото Kirke La Shelle Company v. The Paul Armstrong Company et al. 263 N.Y. 79; 188 N.E. 163; 1933 N.Y, Нюйоркският апелативен съд решава:
| „ | Във всеки договор има неявна клауза, гласяща че никоя страна няма да върши каквото и да е действие, имащо като следствие нарушаване на правото на другата страна да получи облага по силата на този договор, което означава, че във всеки договор има неявна клауза за добросъвестност и честност при договарянето. | “ |

### Франция
Френският граждански кодекс, в своя чл. 1134, ал. 3, определя че легално формираните договори следва да се изпълняват добросъвестно. Чл. 2268 от същия кодекс определя, че „Добросъвестността се предполага винаги; този, който обвинява (други лица) в недобросъвестност следва да го докаже“.
Добросъвестността в журналиста е основният юридически критерий при приложението на Закона за свобода на печата от 29 юли 1881, що се отнася до делата за клевета. Доказването на добросъвестността има същата сила като доказването на верността на твърденията.

### България
Пример за отговорността, носена от недобросъвестните страни по договорите може да бъде намерен в чл. 21 и чл. 25 от Закона за задълженията и договорите.

## Добросъвестност и добронамереност в Уикипедия
Общностите в уикитата като Уикипедия се основават на това, че предполагат прилагане на презумпцията за добронамереност от всички участници в проекта. Приемането на презумпцията за добронамереност е формулирано като принцип в англоезичната Уикипедия още от 2005, а днес се смята за „най-важен принцип на Уикиетикета“.